# Колонизация на Церера
Колонизация на Церера – един от потенциално възможните проекти за колонизация на космоса.

## Физични условия и характеристика
Церера е планета джудже, намираща се между Марс и Юпитер. Церера съставлява около 1/3 от масата на астероидния пояс и е шестото по големина небесно тяло във вътрешната Слънчева система. Има сферична форма на планета и гравитационното ускорение около 2,8% от това на Земята. Диаметърът и е около 950 km. Площта на Церера е около 1,9 % сушата на Земята, колкото площта на Аржентина. Наблюденията сочат за наличие на голямо количество вода под формата на лед., което представлява около 1/10 от обема на Световния океан на Земята.
Периодът на завъртане около Слънцето е 4,6 години. Средната температура на повърхността е към 167 K (−106 °C), в перихелия тя може да достигне 240 K (−33 °C).

## Потенциални трудности
- Колонията ще се изправи пред евентуален риск от сблъсък с други астероиди
- На Церера няма магнитно поле
- Все още на планетата джудже не е засечена атмосфера
- Церера е изложена на относителна малко слънчева светлина